# Discosea
A Discosea az Amoebozoa lapos, lemezes csupasz amőbákból álló kládja. A Tubulineával szemben nem hoznak létre csőszerű vagy közel hengeres állábakat. Mozgása során átlátszó lamellipódiumokhoz hasnnló hialoplazma keletkezik a sejt elülső végén. Egyes fajokban ebből rövid alállábak jöhetnek létre, de a sejt szemcséi nem kerülnek ide a valódi állábakkal szemben. Nincs kemény héjuk, de egyes nemzetségek, például a Cochliopodium és a Korotnevella összetett szerves pikkelyeket termelhetnek a sejt felső (dorzális) felszínére. Nem ismert ostoros állapottal rendelkező faja.
A Discosea összetétele a Smirnov et al. által 2005-ben javasolt Flabellineáéhoz hasonló.  Azonban a Discosea nagyobb taxon, benne több, a Flabellineában nem szereplő taxonnal. 2011-ben Smirnov et al. elfogadták a Discoseát, és a Flabellineát Flabellinia névre nevezték át.

## Történet
A Discoseát Thomas Cavalier-Smith et al. írta le 2004-ben. A Flabelliniát 2005-ben írta le Smirnov et al.
A csoport monofíliáját Tekle et al. 2016-ban nem mutatta ki, ennek oka Kang et al. szerint a hibásan azonosított taxonok mennyisége lehet: például a Mayorella sp. valójában Cunea sp., a Pessonella sp. valójában nem a Pessonella tagja. Emellett létrehozták az Eudiscoseát, mely a Centramoebidát és a Gocevia fonbruneit tartalmazza, testvércsoportja a Flabelliniához közeli klád volt.
2016-ban Cavalier-Smith írta le a Centramoebiát mint a Pellita catalonica, a Gocevia fonbrunei, az Endostelium zonatum és az Acanthamoeba castellanii fajokat tartalmazó legkisebb kládot.
Adl et al. 2019-es összefoglalójában 3 informálisan osztálynak nevezett csoportja szerepel, ezek a Flabellinia, a Stygamoebida és a Centramoebia.

## Morfológia
Ostorát feltehetően a Tubulineához hasonlóan az ostoros mozgás hatékonyságának jelentős csökkenése miatt vesztette el. Egyes fajai állábai alállábakkal rendelkeznek.

### Flabellinia
A Flabellinia tagjai nagyrészt legyező, ellipszis vagy szabálytalan háromszög alakúak, alállábai sose hegyesek. A Thecamoebida ellipszis, nyelv vagy háromszög alakú, a Dermamoebida ellipszis, tű, csiga vagy háromszög alakú, a Mycamoeba nyelv alakú, aktív sejtjei kokkoidok is lehetnek, és gömbölyű cisztát is alkothat pszeudomicéliumai végén. A Dactylopodida mozgó formája háromszögletű, alapja előre néz, elülső hialoplazmája széles, axiális magjai fonalasak lehetnek daktilopódiumaiban és lebegő állábaiban is, míg a Vannellida legyező vagy spatula alakú, nem alkot elkülönülő állábakat vagy alállábakat, elülső hialoplazmája akár a sejt felét is kitöltheti, hátulsó granuloplazmája egy dombban sűrűsödik össze.
A Mycamoeba nem rendelkezik differenciált glikokalixszal.

### Stygamoebida
A Stygamoebida fogpiszkálószerű nyújtott amőbákból áll, melyek alkalmanként elágazhatnak. Elülső hialoplazmája nyújtott, kiterjedt, cristái laposak és szalagosak, egy fajban ismert mikrotubulus-szervező központ.

### Centramoebia
Mikrotubulus-szervező központja a diktioszóma közelében van, néhány faj protoszteloid sporokarpikus szaporodást mutat.
Az Acanthopodida jelentős alállábakat mutat, melyek rugalmasak, egy vékony hegyben végződnek, néha alapjuk közelében elágaznak (akantopódium). Nincs adhéziós uroidja, mikrotubulus-szervező központja háromsíkú, egyes fajok tenyészetben elágazó lapos sejtek. A Pellitida vastag sejtfala az alállábvégek kivételével az egész sejtet beburkolja, és a sejtmembrán része, vagy csak a dorzális felszínen van, és lazán kötődik a membránhoz. Mikrotubulus-szervező központja – ha van – háromsíkú. Legalább egy nemzetsége több protoszteloid sporokarpikus fajt tartalmaz. A Himatismenida dorzális felszíne rugalmasan burkolt határozott nyílás nélkül, ventrális felszíne részben vagy egészben csupasz, és lapos hialoplazma-réteget alkothat a szubsztráthoz tapadáshoz. Mikrotubulus-szervező központja vonalszerű.
2022-ben Kudryatsev et al. a Nolandella nemzetséghez hasonló morfológiájú, de a Discosea Dermamoebida kládjába tartozó fajt fedeztek fel, ez a Coronamoeba villafranca.

## Életciklus
A Flabellinia és a Centramoebida több faja is protoszteloid spóratartókkal szaporodik, a Sappinia feltehetően ivaros szaporodásra is képes. Nem ismert szorokarpikus faja. Spóratartói az Evoseával homológok lehetnek. A Janickina rendelkezik hengeres egy állábú mozgó állapottal.
Az Acanthamoeba pyriformis nem sejtes tönkkel rendelkezhet.

## Genetika
Több fajnak is Rab1-, Rab2-, Rab5-, Rab7- és Rab8-paralógjai vannak.

## Filogenetika
Több elmélet van a Discosea helyzetére vonatkozóan az Amoebozoában, egyik szerint az Evosea testvércsoportja (Divosa), egy másik szerint az Evosea és a Tubulinea együtteséé (Tevosa). A Lobosa-Conosa elméletet 2022-ben Tekle et al. elvetették.
2 csoportra osztható, ezek a Flabellinia és a Centramoebida sensu Tekle et al. 2016, és ennek Thomas Cavalier-Smith Cutoseáról beszámoló 2016-os tanulmánya is megfelel csekély mintája ellenére.

### Csoportok
Discosea Cavalier-Smith 2004 stat. nov. Adl et al. 2019
- ?Hyalodiscida
  - Hyalodiscidae Page 1976 non Poche 1913
- ?Stereomyxida Grell 1971
  - Stereomyxidae Grell 1966
- ?Stygamoebida Smirnov et Cavalier-Smith 2011
  - Stygamoebidae Cavalier-Smith et Smirnov 2011
- Centramoebia Cavalier-Smith et al. 2016
  - Centramoebida Rogerson et Patterson 2002 em. Cavalier-Smith 2004
    - Balamuthiidae Cavalier-Smith 2004
    - Acanthamoebidae Sawyer et Griffin 1975 em. Tice et al. 2016

  - Himatismenida Page 1987 [Cochliopodiida]
    - Parvamoebidae Cavalier-Smith et Smirnov 2011
    - Cochliopodiidae Taranek 1882

  - Pellitida Page 1987
    - Pellitidae Smirnov et Kudryavtsev 2005
    - Goceviidae Cavalier-Smith et Smirnov 2011
- Flabellinia Smirnov et Cavalier-Smith 2011 em. Kudryavtsev et al. 2014
  - Dactylopodida Smirnov et al. 2005
    - Paramoebidae Poche 1913 em. Kudryavtsev, Pawlowski et Hausmann 2011
    - Vexilliferidae Page 1987 em. Kudryavtsev, Pawlowski et Hausmann 2011

  - Dermamoebida Cavalier-Smith 2004 em. Smirnov et Cavalier-Smith 2011
    - Dermamoebidae Cavalier-Smith et Smirnov 2011 (Lingulate amoeba)
    - Mayorellidae Schaeffer 1926 em. Smirnov et al. 2011

  - Thecamoebida Schaeffer 1926 em. Smirnov et Cavalier-Smith 2011
    - Stenamoebidae Cavalier-Smith 2016
    - Thecamoebidae Chatton 1925 em. Smirnov et al. 2011  (csíkos, érdes fajok)

  - Vannellida Smirnov et al. 2005
    - Discamoebidae Bovee et Jahn, 1967 ex Jahn, Bovee et Griffith 1974
    - Vannellidae (Bovee, 1970)

## Fordítás
Ez a szócikk részben vagy egészben  a   Discosea című angol Wikipédia-szócikk ezen változatának fordításán alapul.  Az eredeti cikk szerkesztőit annak laptörténete sorolja fel. Ez a jelzés csupán a megfogalmazás eredetét és a szerzői jogokat jelzi, nem szolgál a cikkben szereplő információk forrásmegjelöléseként.